# نادک
نادک (انگلیسی: Nadec) شرکت صنایع غذایی عربستانی است، که در سال ۱۹۸۱ توسط سلیمان عبدالعزیز الراجحی تأسیس شد. این شرکت هم‌اکنون مالک ۶ گاوداری بزرگ با بیش از ۶۰ هزار گاو است و روزانه بیش از ۱٫۵ میلیون لیتر شیر از طریق ۲ کارخانه اصلی خود تولید می‌کند، که از آن در تولید محصولات خود استفاده می‌نماید.